# Faute de grives...
Albums de Entre deux caisses
Fallait pas m'faire chier la veille
(2000) Ça, c'est fait
(2005)
Faute de grives... est le deuxième disque du groupe Entre deux caisses paru en 2003 sous le label Migal Productions. Il a remporté le Grand Prix du Disque de l'Académie Charles-Cros.

## Liste des titres de l'album
| No  | Titre                                                                    | Auteur                                             | Durée |
| --- | ------------------------------------------------------------------------ | -------------------------------------------------- | ----- |
| 1.  | Le stratagème                                                            | Sarclo                                             | 3:06  |
| 2.  | Drôle de mec                                                             | Pierre Henri, Bruno Martins                        | 2:31  |
| 3.  | Clodi Clodo                                                              | Claude Nougaro                                     | 3:16  |
| 4.  | Adieu les hirondelles                                                    | Allain Leprest, Romain Didier                      | 2:18  |
| 5.  | La dernière bouteille                                                    | Gaston Couté, Bruno Martins                        | 3:06  |
| 6.  | Chien d'ivrogne                                                          | Allain Leprest, Dominique Bouchery                 | 2:55  |
| 7.  | À quoi bon                                                               | Claude Semal, Arnould Massart                      | 4:03  |
| 8.  | L'homme qui pleure                                                       | Bernard Haillant                                   | 3:17  |
| 9.  | Chant d'allégresse (d'après l'étude n°3 en mi majeur de Frédéric Chopin) | Francis Blanche, Frédéric Chopin                   | 2:11  |
| 10. | L'éloge des vieux                                                        | Gabriel-Charles de Lattaignant, Dominique Bouchery | 2:07  |
| 11. | Le goût des filles                                                       | Franck Zerbib, Antoine Réjasse                     | 1:29  |
| 12. | Complainte de la Seine                                                   | Maurice Magre, Kurt Weill                          | 4:00  |
| 13. | Les goûts d'Olga                                                         | Gérard Morel                                       | 2:13  |
| 14. | Les bêtes à corne                                                        | Allain Leprest, Romain Didier                      | 2:47  |
| 15. | L'herbe tendre                                                           | Serge Gainsbourg, Michel Colombier                 | 1:01  |